# Monumento Regional (Açores)

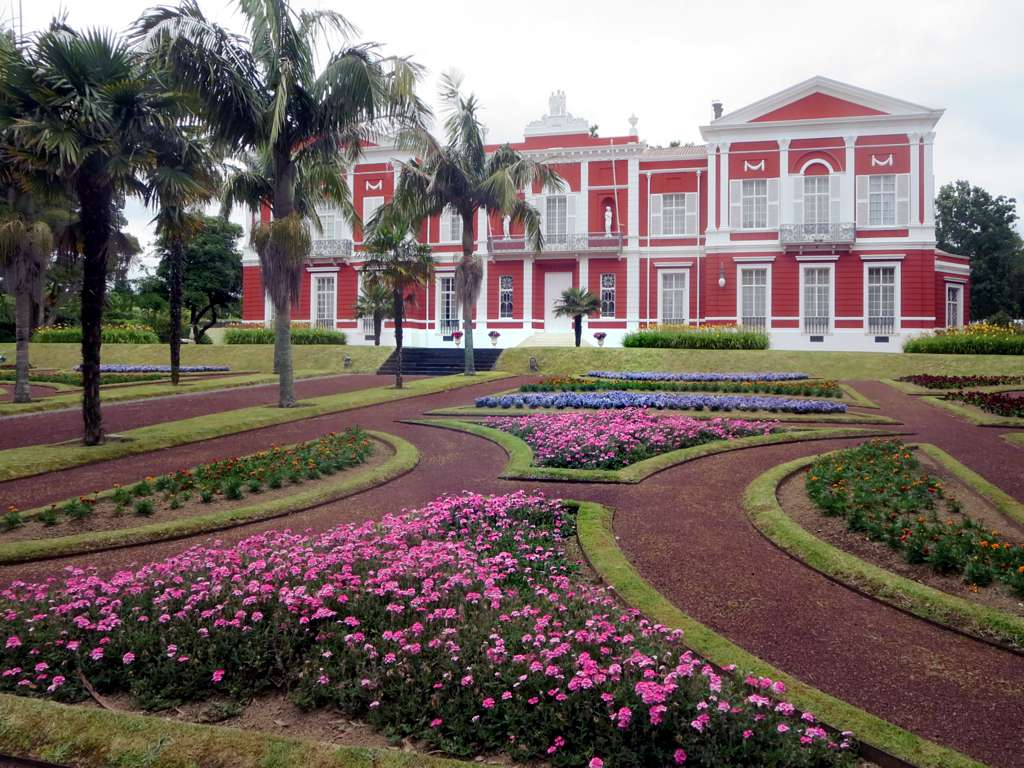
Palácio de Sant'Ana, sede do Governo Regional dos Açores e Monumento Regional

Monumento Regional, abreviado para MR, é classificação máxima que pode ser atribuída a um imóvel classificado nos Açores. A classificação rege-se pelo disposto no artigo 10.º do Decreto Legislativo Regional n.º 29/2004/A, de 24 de Agosto, que estabeleceu o regime jurídico de protecção e valorização do património cultural móvel e imóvel.
A atribuição do título de monumento regional obedece às seguintes normas: 
- Aos bens culturais imóveis e móveis, quando revistam valor especialmente simbólico e tenham inequívoco interesse regional, pode ser atribuída, respectivamente, a designação de «monumento regional» ou de «tesouro regional».
- A designação de «monumento regional» ou de «tesouro regional» é atribuída por decreto legislativo regional e implica, quando tal ainda não tenha sido declarado, a imediata classificação do bem como de interesse público.
- Os bens imóveis e seus conjuntos e os bens móveis que tenham merecido ou venham a merecer a categoria de «monumento nacional» ou de «tesouro nacional» recebem automaticamente, para todos os efeitos e na respectiva categoria, a designação de «monumento regional» ou «tesouro regional».